# 波斯尼亚和黑塞哥维那共和国军
波斯尼亚和黑塞哥维那共和国军是波斯尼亚和黑塞哥维那共和国的武装部队。成立于1992年波斯尼亚战争爆发时。1995年战争结束，冲突各方签署代顿协议后，根据国防改革法案成立了波斯尼亚和黑塞哥维那军（OSBiH），波黑共和国军被解散。

## 歷史

### 建立
波斯尼亞和黑塞哥維那共和國軍隊於1992年4月15日在波斯尼亞戰爭初期成立。正式成立之前，建立了許多準軍事部隊和民防團體。
軍隊是在惡劣的情況下組建的，武器供應非常有限。嚴重缺陷包括坦克和其他重型武器。

### 1992年
內戰開始之後不久，因為先進裝備的數量和部隊素質使得塞爾維亞人佔優勢。因為波士尼亞人裝備的品質較差，軍隊大多也沒受過完善的訓練，克羅埃西亞人人數較少等理由居於劣勢。而且波士尼亞人和克羅埃西亞人並非一直都是緊密的同盟關係，所以塞爾維亞最初的攻勢時就佔領了全國六成的領土，並且包圍首都塞拉耶佛進行圍城。克羅埃西亞人此時以守住赫塞哥維納地區西部為主，波士尼亞人則是僅守住包含塞拉耶佛、斯雷布雷尼察、哥拉謝迪、傑巴等主要都市在內三成範圍。

### 1993年
1993年，針對塞爾維亞人的前線沒有重大變化。相反，在波斯尼亞和黑塞哥維的克羅地亞人和波斯尼亞人爆發戰爭。在波斯尼亞和黑塞哥維那及克羅地亞的塞族部隊的壓力和約束下，克羅地亞國防委員會試圖佔領波斯尼亞人佔領的領土。克羅地亞和塞爾維亞達成了《卡拉奧雷沃協議》，為了實現這一目標，克羅地亞軍隊必須擊敗波斯尼亞軍，因為他們想要的領土處於波斯尼亞政府的控制之下。在克羅地亞軍方及塞爾維亞人的支持下，襲擊了黑塞哥維那和波斯尼亞中部的波斯尼亞平民，開始了對波斯尼亞克人口稠密的地區進行種族清洗，例如拉什瓦河谷地區。
在兩個戰線上作戰之下，裝備不足的波斯尼亞部隊也能夠擊退克羅地亞軍隊，並佔領克羅地亞和塞族共和國的領土。但由於其地理位置，波斯尼亞被四面八方的克羅地亞和塞族部隊包圍，沒法投送武器或食物。當時波斯尼亞擁有龐大的鋼鐵及其他重工業，能夠轉向軍事生產。經過短暫而血腥的戰爭，克羅地亞人意識到和塞族的伙伴關係是不會給他們帶來任何領土上的利益之後，並同意美國的《華盛頓條約》和平協議，因此克羅地亞和波斯尼亞政府軍結盟並共同對抗塞爾維亞。

### 1994年
1994年春，由於塞軍的一發120迫擊炮炮彈打進塞拉耶佛造成67名平民死亡，聯合國安理會正式請求北約開始立即空襲。同時克羅埃西亞人和波士尼亞人再度結成同盟。3月1日在華府波士尼亞—克羅埃西亞方決議組成聯邦。4月10日到11日之間北約小規模的對塞爾維亞方實行轟炸。8月5日塞爾維亞方攻擊了聯合國的武器庫，因此北約開始進行轟炸，入秋之後美國對波士尼亞—克羅埃西亞方也展開了的軍事援助。在這樣的助力下，10月下旬波士尼亞人在席哈奇附近轉為攻勢，這個攻勢一度成功但是在11月初就遭到塞爾維亞方的反擊而不得已只好撤退。
為了支援所以11月21日和23日北約發動第三波的空襲行動，不斷的空襲之下塞爾維亞方轉用少數士兵輕裝行動去綁架聯合國維和部隊士兵。因此派遣士兵的英國和法國和想要使用轟炸的美國意見紛歧，在北約無法正常運作下，美國前總統柯林頓總統展開調停行動，因此從1995年1月1日起雙方停戰四個月。

### 1995年
在克羅地亞和波士尼亞的合作下，開展了一系列軍事行動。1995年8月至12月，塞族部隊被擊敗並被驅逐出克羅地亞和波斯尼亞西部的大多數地區。在塞爾維亞族對波士尼亞人大屠殺之後，北約採取了干預行動，在短短幾天內就通空襲行動摧毀了塞族共和國軍的許多設施。最後戰爭以「代頓協定」的簽署而結束。